# 阿沃朗日
阿沃朗日（法語：Havelange，法語發音：[avlɑ̃ʒ]）是比利时瓦隆大区那慕爾省迪南区的一个市镇，东北与列日省接壤，通行法语，是比利时法语社群的一部分，面积104.73平方千米，人口5,130人（2018年1月1日）。